# Effectieve massa
In een echt massa-veer systeem heeft de veer een niet-verwaarloosbaare massa {\displaystyle m}. Omdat niet elk deel van de veer met dezelfde snelheid beweegt als de onderhangende massa {\displaystyle M}, is de kinetische energie niet gelijk aan{\displaystyle {\tfrac {1}{2}}mv^{2}}. Om die reden kan {\displaystyle m} niet zomaar worden opgeteld bij {\displaystyle M} om de frequentie van de trilling te berekenen. De effectieve massa van de veer is gedefinieerd als de massa die moet worden toegevoegd aan {\displaystyle M} om het gedrag van het trillende systeem goed te voorspellen. Deze effectieve massa is dus niet gelijk aan {\displaystyle m}, de werkelijke massa van de veer.

## Ideale homogene veer

verticaal massa-veer systeem.

De effectieve massa van de veer in een massa-veer systeem bij gebruik van een ideale veer met homogene massadichtheid is 1/3 van de massa van de veer en is onafhankelijk van de richting van de trilling (horizontaal, verticaal of schuin). Deze richtingsonafhankelijkheid komt doordat constante krachten van buitenaf geen invloed hebben op de beweging rond de evenwichtsstand. In het voorbeeld van een verticaal trillende veer, zorgt de zwaartekracht ervoor dat de evenwichtsstand lager is dan bij een horizontale trilling, maar de periode van de trilling blijft in dat geval gelijk.
De effectieve massa van de veer kan worden gevonden door berekening van de kinetische energie. Dit betekent dat de kinetische energie van alle massa onderdelen (de ringen van de veer) moet worden opgeteld. In het geval van de ideale homogene veer, gaan we uit van oneindig veel kleine massa onderdelen (dus oneindig veel oneindig dunne ringetjes). Daarbij ontstaat de volgende integraal, waarbij {\displaystyle u} gelijk is aan de snelheid van massa element dm. Voor de kinetische energie van de veer geldt nu:
{\displaystyle E_{k}=\int _{m}{\tfrac {1}{2}}u^{2}\,dm}
Omdat de veer homogeen is geldt: {\displaystyle dm=\left({\frac {dy}{L}}\right)m}, waarbij {\displaystyle L} gelijk is aan de lengte van de veer, dus:
{\displaystyle E_{k}=\int _{0}^{L}{\tfrac {1}{2}}u^{2}\left({\frac {dy}{L}}\right)m\!}
{\displaystyle ={\tfrac {1}{2}}{\frac {m}{L}}\int _{0}^{L}u^{2}\,dy}
De snelheid van elk onderdeel van de veer is evenredig met de grootte van de afstand tot het ophangpunt van de veer. Hoe groter deze afstand, hoe groter de snelheid van het massa element, dus geldt: {\displaystyle u={\frac {vy}{L}}}, waaruit volgt:
{\displaystyle E_{k}={\tfrac {1}{2}}{\frac {m}{L}}\int _{0}^{L}\left({\frac {vy}{L}}\right)^{2}\,dy}
{\displaystyle ={\tfrac {1}{2}}{\frac {m}{L^{3}}}v^{2}\int _{0}^{L}y^{2}\,dy}
{\displaystyle ={\tfrac {1}{2}}{\frac {m}{L^{3}}}v^{2}\left[{\frac {y^{3}}{3}}\right]_{0}^{L}}
{\displaystyle ={\tfrac {1}{2}}{\frac {m}{3}}v^{2}}
Vergeleken met de oorspronkelijke formule voor de kinetische energie{\displaystyle {\tfrac {1}{2}}mv^{2},} is de effectieve massa dus gelijk aan {\displaystyle {\frac {m}{3}}}. Dit resultaat kunnen we gebruiken om de totale energie van het systeem te schrijven in termen van de verplaatsing {\displaystyle x} gemeten vanaf de niet-uitgerekte positie. Hierbij nemen we de richting naar boven als positief.
{\displaystyle E} {\displaystyle ={\tfrac {1}{2}}({\frac {m}{3}})\ v^{2}+{\tfrac {1}{2}}Mv^{2}+{\tfrac {1}{2}}Cx^{2}-{\tfrac {1}{2}}mgx-Mgx}
Waarbij de termen de volgende betekenis hebben:
{\displaystyle {\tfrac {1}{2}}({\frac {m}{3}})\ v^{2}} is de kinetische energie van de veer.
{\displaystyle {\tfrac {1}{2}}Mv^{2}} is de kinetische energie van de massa aan de veer.
{\displaystyle {\tfrac {1}{2}}Cx^{2}} is de veer-energie, waarbij C gelijk is aan de veerconstante. Hierbij wordt uitgegaan van de theorie van de harmonische oscillator.
{\displaystyle {\tfrac {1}{2}}mgx} is de potentiële energie ten gevolge van de zwaartekracht op de veer. De veer beweegt altijd maar de helft van zijn massa bij een bepaalde uitrekking. Hierbij is g de valversnelling.
{\displaystyle Mgx} is de potentiële energie ten gevolge van de zwaartekracht op de massa aan de veer.
Als we de afgeleide nemen naar de tijd, van de bovenstaande vergelijking voor de totale energie volgt:
{\displaystyle \left({\frac {m}{3}}+M\right)\ a=Cx-{\tfrac {1}{2}}mg-Mg}
Om dit resultaat te verkrijgen moet de kettingregel gebruikt worden en het feit dat v gelijk is aan de afgeleide van x naar de tijd. Hierbij verschijnt aan de linkerkant ook a, de versnelling (de afgeleide van v naar de tijd).
Het evenwichtspunt {\displaystyle x_{\mathrm {ev} }} kan worden gevonden door a gelijk te stellen aan 0.
{\displaystyle x_{\mathrm {ev} }={\frac {1}{C}}\left({\tfrac {1}{2}}mg+Mg\right)}
Als we willen dat de trilling plaats vindt rond x = 0, definiëren we {\displaystyle {\bar {x}}=x-x_{\mathrm {ev} }}, dan wordt de bewegingsvergelijking:
{\displaystyle \left({\frac {m}{3}}+M\right){\bar {x}}=-C{\bar {x}}}
Dit is de vergelijking voor de simpele harmonische oscillator met periode:
{\displaystyle T=2\pi \left({\frac {M+m/3}{C}}\right)^{1/2}}
Dus de effectieve massa van de veer, opgeteld bij de massa van het onder hangende gewicht geeft ons de totale effectieve massa van het systeem dat gebruikt moet worden in de standaardformule {\displaystyle 2\pi \left({\frac {m}{C}}\right)^{1/2}} om de periode van de trilling te berekenen.

## In het algemeen
Zoals hierboven beschreven hangt de effectieve massa niet af van "externe" factoren zoals de zwaartekracht. Het is zelfs zo dat voor een niet-homogene veer, de effectieve massa helemaal afhangt van de lineaire dichtheid {\displaystyle \rho (x)} langs de lengte van de veer :
{\displaystyle E_{k}=\int _{m}{\tfrac {1}{2}}u^{2}\,dm}
{\displaystyle =\int _{0}^{L}{\tfrac {1}{2}}u^{2}\rho (x)\,dx}
{\displaystyle =\int _{0}^{L}{\tfrac {1}{2}}\left({\frac {vx}{L}}\right)^{2}\rho (x)\,dx}
{\displaystyle ={\tfrac {1}{2}}\left[\int _{0}^{L}{\frac {x^{2}}{L^{2}}}\rho (x)\,dx\right]v^{2}}
Dus de effectieve massa van de veer is:
{\displaystyle m_{\mathrm {eff} }=\int _{0}^{L}{\frac {x^{2}}{L^{2}}}\rho (x)\,dx}
Dit resultaat laat ook zien dat {\displaystyle m_{\mathrm {eff} }\leq m}, waarbij het extreme geval {\displaystyle m_{\mathrm {eff} }=m} zich alleen voor doet als alle massa van de veer aan het uiteinde zit waar zich ook het trillende gewicht bevindt. Dat is zoals verwacht, omdat het in dat geval net is alsof de veer massaloos is en de massa van het trillende gewicht toegenomen is met {\displaystyle m}.

## De echte veer
De berekeningen hierboven nemen aan dat de stijfheid van de veer niet afhangt van zijn lengte. Dit is niet het geval bij echte veren. Bij kleine waarden van {\displaystyle M/m}, is de uitrekking niet zo groot dat er elastische vervorming plaats vindt. Jun-ichi Ueda and Yoshiro Sadamoto laten zien dat wanneer {\displaystyle M/m} toeneemt voorbij 7, de effectieve massan van de veer in een verticaal massa veer-systeem kleiner wordt dan {\displaystyle m/3} en uiteindelijk negatief wordt. Dit gedrag van de effectieve massa kan worden verklaard vanuit een elastisch na-effect waarbij de veer niet helemaal terugkeert naar zijn originele lengte als het onder hangende gewicht wordt verwijderd.

## Verwijzingen
1. ↑  Ueda, Jun-Ichi, Sadamoto, Yoshiro  (1997). A Measurement of the Effective Mass of Coil Springs. Journal of the Physical Society of Japan  66 (2): 367–368. DOI:10.1143/JPSJ.66.367.